# Лунд-Хассланда (аэропорт)
Аэропорт Лунд-Хассланда (швед. Lund-Hasslanda flygplats) — лётное поле в 2,5 км к юго-востоку от Лунда (в Стура Робю). Обслуживает частные самолёты.